# Howard Goodall
Howard Goodall (ur. 26 maja 1958 w Londynie) – brytyjski kompozytor, dziennikarz i propagator muzyki poważnej. Najbardziej znany jako autor muzyki do wielu spośród najpopularniejszych brytyjskich seriali komediowych lat 80. i 90., takich jak Czarna Żmija, Jaś Fasola, Cienka niebieska linia, Czerwony karzeł czy Pastor na obcasach.

## Kariera

### Muzyka
Jest absolwentem studiów muzycznych na Uniwersytecie Oksfordzkim, gdzie następnie pracował naukowo i prowadził zajęcia ze studentami. Będąc w Oksfordzie poznał stawiających wtedy pierwsze kroki w świecie brytyjskiej komedii Richarda Curtisa i Rowana Atkinsona. Ich współpraca zaowocowała wspólnym występem na festiwalu w Edynburgu, a od 1983 – roku powstania pierwszej serii Czarnej Żmii – Goodall był etatowym kompozytorem muzyki do wszystkich seriali z udziałem Atkinsona. Pracował także przy innych znanych serialach komediowych, m.in. Czerwonym karle czy Pastorze na obcasach. Na potrzeby tego ostatniego serialu przygotował nowe opracowanie muzyczne Psalmu 23, które zostało następnie dopuszczone do użytku liturgicznego w kilku Kościołach anglikańskich w różnych krajach.
Poza muzyką na potrzeby produkcji telewizyjnych, Goodall jest również uznanym kompozytorem muzyki chóralnej, a także musicali. Do jego najbardziej znanych dzieł chóralnych należą: In Memoriam Anne Frank, O Lord God of Time and Eternity, Eternal Light: A Requiem, Enchanted Voices, Enchanted Carols, Pelican in the Wilderness czy A New Heart, A New Spirit. Wiele kompozycji z tego nurtu jego twórczości czerpie swoje teksty ze Starego Testamentu, m.in. Księgi Psalmów, Księgi Mądrości czy Księgi Ezechiela. Skomponowane przez niego musicale to: The Hired Man (1984), Girlfriends (1986), Days of Hope (1991), Silas Marner (1993), The Kissing-Dance (1998), The Dreaming (2001), A Winter's Tale (2005) i Two Cities (2006).

### Media
Goodall należy do najbardziej znanych w Wielkiej Brytanii popularyzatorów wiedzy o historii i teorii muzyki. W latach 1996–2006 był scenarzystą i prezenterem sześciu seriali dokumentalnych z tej dziedziny, emitowanych na antenie telewizji Channel 4. Następnie jego filmy dokumentalne pojawiały się na BBC Two, a w 2010 zrealizował serial dokumentalny dla Sky Arts. W 2007 otrzymał od rządu Wielkiej Brytanii tytuł Narodowego Ambasadora Śpiewania i został twarzą programu mającego na celu podniesienie zdolności i umiejętności muzycznych dzieci w wieku szkolnym.
W 2008 został tzw. kompozytorem – rezydentem (Composer in Residence) radia Classic FM, największej prywatnej stacji radiowej w Wielkiej Brytanii wyspecjalizowanej w muzyce poważnej. Oprócz komponowania, prowadzi również na antenie stacji swoje autorskie pasmo.

## Nagrody i wyróżnienia
Goodall jest doktorem honoris causa dwóch uczelni: Bishop Grosseteste University College Lincoln oraz University of Bolton. W 2009 otrzymał Brit Award w kategorii kompozytor roku (muzyka poważna) za płytę Eternal Light: A Requiem. W tym samym roku otrzymał Nagrodę Emmy za muzykę do filmu biograficznego Into the Storm, poświęconego Winstonowi Churchillowi. W 2011 został Komandorią Orderu Imperium Brytyjskiego (CBE) za swoje zasługi dla edukacji muzycznej w Wielkiej Brytanii.